# Mikael Anderson
Mikael Neville Anderson (Reykjavik, 1 de julio de 1998), más conocido como Mikael Anderson, es un futbolista islandés que juega de centrocampista en el Djurgårdens IF de la Allsvenskan.

## Trayectoria
Anderson comenzó su carrera deportiva en el FC Midtjylland, debutando como profesional en la Superliga de Dinamarca el 4 de diciembre de 2016, en un partido frente al Aarhus GF.
En la temporada 2017-18 estuvo cedido en el Vendsyssel FF y en la 2018-19 estuvo cedido en el Excelsior Rotterdam neerlandés.

## Selección nacional
Anderson fue internacional sub-16 con la selección de fútbol de Islandia, aunque posteriormente disputó varios partidos con la selección sub-18 y sub-19 de Dinamarca.
En 2017 se terminó decidiendo por Islandia, jugando con la selección sub-21, y debutando con la absoluta en 2018, después de ir convocado para dos amistosos frente a la selección de fútbol de Indonesia.

## Clubes
| Club                         | País         | Año       |
| ---------------------------- | ------------ | --------- |
| FC Midtjylland               | Dinamarca    | 2016-2021 |
| Vendsyssel FF (cedido)       | Dinamarca    | 2017-2018 |
| Excelsior Rotterdam (cedido) | Países Bajos | 2018-2019 |
| Aarhus GF                    | Dinamarca    | 2021-2025 |
| Djurgårdens IF               | Suecia       | 2025-     |

## Palmarés

### Títulos nacionales
| Título                 | Club           | País      | Año  |
| ---------------------- | -------------- | --------- | ---- |
| Superliga de Dinamarca | FC Midtjylland | Dinamarca | 2020 |